# Midland Beach (Staten Island)
Midland Beach (anteriormente conocida como Woodland Beach) es un barrio del borough de Staten Island en la ciudad de Nueva York (Estados Unidos). Se encuentra a lo largo de la costa este-central de la isla, en el área conocida localmente como "Mid-Island, Staten Island" o "East Shore".
Al noroeste inmediato se encuentra Grant City, al sureste se encuentra New Dorp Beach y al noreste se encuentran Graham Beach y South Beach. Miller Field y Prescott Avenue forman la frontera suroeste (anteriormente, un carril llamado Maplewood Terrace era paralelo a New Dorp Lane); Poultney Street/Laconia Avenue está al noroeste; la bahía inferior de Nueva York está al sureste y Seaview Avenue está al noreste. Father Capodanno Boulevard y Midland Avenue son las dos arterias principales de Midland Beach.
Midland Beach es parte del Distrito Comunitario 2 de Staten Island y sus códigos postales son 10305 y 10306. Midland Beach está patrullada por la Comisaría 122 del Departamento de Policía de la Ciudad de Nueva York.

## Historia

### Como centro vacacional

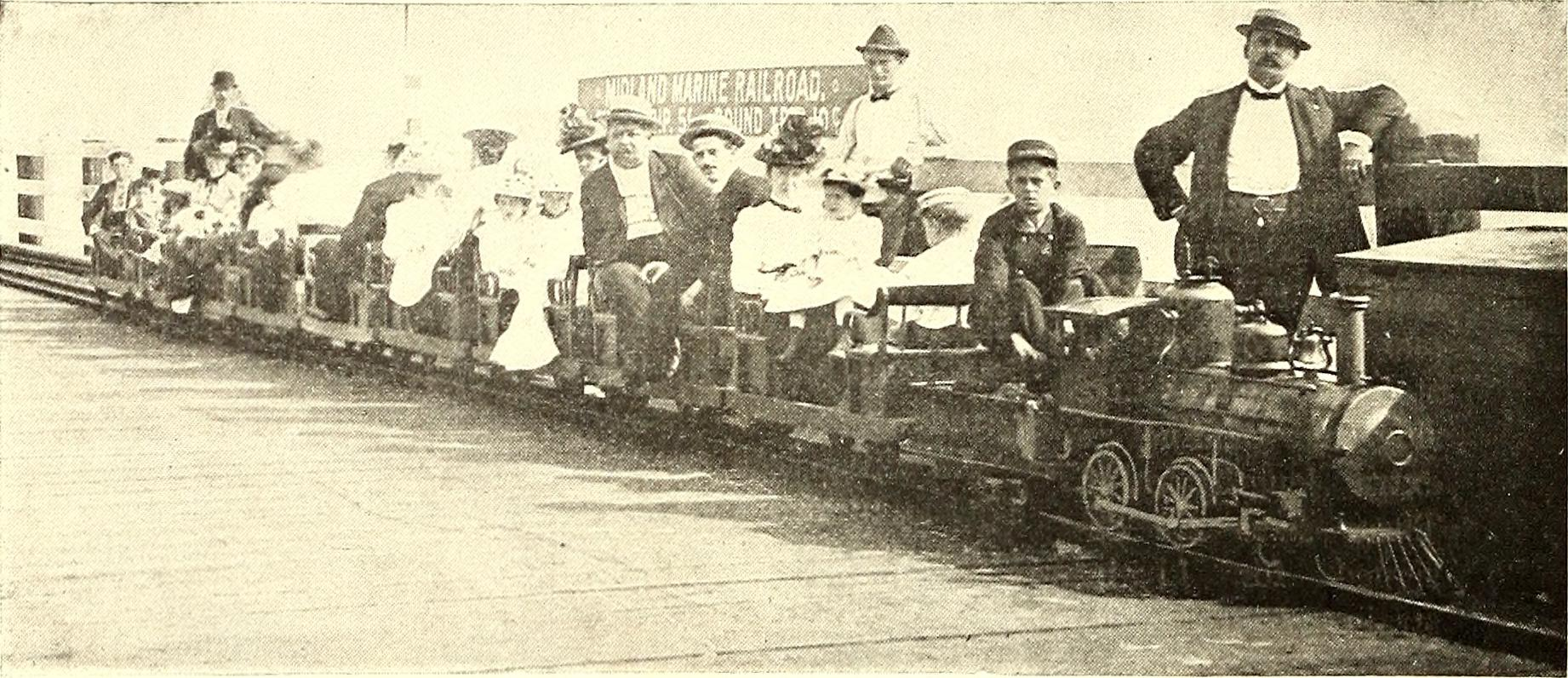
Tren en miniatura para el muelle de Midland Beach

Midland Beach se convirtió en un centro turístico en la década de 1890 cuando la sucursal de South Beach del Ferrocarril de Staten Island llegó a la cercana Wentworth Avenue, donde había transbordos a los tranvías que servían en el área. Contenía un 518 m muelle que se adentra en el Océano Atlántico, donde los visitantes pueden tomar el barco de vapor William Story hasta la batería en la punta del Bajo Manhattan. El muelle era tan largo que Midland Beach Railway Company operaba un ferrocarril en miniatura para llevar a los pescadores y otros visitantes hasta el final del muelle. Alrededor de 1900, hubo un desacuerdo entre los operadores de Midland Beach y la ciudad al sur, Woodland Beach, debido a la ubicación del muelle cerca de la frontera entre las ciudades. Una valla a lo largo de la playa fue erigida y derribada repetidamente, y la disputa solo se resolvió varios años después.
Sin embargo, Midland Beach se convirtió en un destino popular, fácilmente visible desde Coney Island a través de la bahía inferior de Nueva York, y los fuegos artificiales de Coney Island se podían ver desde Midland Beach por la noche. Al igual que South Beach, ofrecía representaciones teatrales, una playa, áreas de pícnic, quioscos de refrigerios, un panorama "Aquarama" y numerosos hoteles y bungalós. Las atracciones también eran similares: incluían bolos japoneses, un tren panorámico Thompson, un pabellón de baile, un carrusel, un columpio circular y un teatro. La playa también contenía un paseo marítimo. Se construyeron tres posavasos de madera separados a lo largo de Midland Beach. Normalmente, no se cobraba admisión, pero la primera tarifa de admisión se instituyó en un carnaval en junio de 1918, después de lo cual los ingresos del cargo de 10 centavos se donaron a la Cruz Roja Estadounidense. En 1924 se añadió una piscina de agua salada.
Midland Beach, al igual que su vecino del norte, South Beach, también experimentó varios incendios grandes y otros incidentes graves. Por ejemplo, una conflagración en 1916 dañó gran parte del complejo. Los incidentes de los pasajeros incluyeron un accidente de 1917 en el que un cliente quedó colgando de una montaña rusa por la pierna, y el descarrilamiento de un tren en miniatura en 1918 que hirió a 12 personas. Una tormenta eléctrica extrema en 1923 provocó que varios edificios fueran incendiados por un rayo, y que las vías del tranvía fueran arrastradas por las marejadas ciclónicas.
La caída de Midland Beach fue causada por dos grupos de incendios en 1924, aunque continuó operando durante cinco años más. En agosto de 1924, se produjeron dos incendios en el muelle: un pequeño incendio en su extremo oeste, seguido de un incendio mucho mayor que casi destruyó el muelle. El incendio redujo severamente la capacidad de los barcos para viajar a Midland Beach. A fines de septiembre, unas pocas semanas después del final de la temporada, un gran incendio quemó o dañó 15 de los 5000 bungalós de verano en Midland Beach, y destruyó cuatro hoteles y la mayoría de las atracciones en Midland Beach Resort. Muchas de las estructuras no pudieron reconstruirse porque los propietarios no tenían seguro. El año siguiente, James S. Graham compró gran parte del complejo restante y reconstruyó muchas de las atracciones, incluido un ferrocarril panorámico, Barrel of Fun, Old Mill, skee-ball y otras diversiones más pequeñas. Sin embargo, un incendio en 1929 destruyó una cuarta parte del parque reconstruido, y Midland Beach se usó posteriormente principalmente para nadar, con la playa restringida y los visitantes cobrando una tarifa de 25 centavos. La tarifa fue derogada por orden de la ciudad en 1930.

### Vecindario residencial
Las tormentas de lluvia en la isla causaron daños por viento o agua (como bungalós inundados) en Midland Beach en la década de 1970, debido a su proximidad a la costa y la falta de alcantarillas pluviales. La ciudad de Nueva York instaló un gran sistema de alcantarillado pluvial nuevo en Greeley Avenue en 1979, que resolvió los problemas de inundaciones para la mayoría de las viviendas más nuevas del vecindario. Hoy en día, los bungalós construidos como casas de verano son propiedad de los lugareños o los alquilan como residencia permanente. Según los datos compilados por la arquidiócesis católica de Nueva York, la parroquia de St. Margaret Mary, que sirve a Midland Beach, es una parroquia de clase media en Staten Island según el ingreso per cápita.
El vecindario alguna vez tuvo su propia sucursal de correos, con el código postal "Staten Island 11, Nueva York". El edificio que albergaba la oficina de correos, ubicado en 553 Lincoln Avenue, era uno de los más pequeños. La oficina de correos cerró en 1949.
El muelle de pesca Ocean Breeze, un muelle recreativo de acero y hormigón, se inauguró en septiembre de 2003. A 255 m, es el muelle recreativo frente al mar más grande construido en el área metropolitana de Nueva York en más de un siglo.
Midland Beach fue devastada por la marejada ciclónica provocada por el huracán Sandy el 29 de octubre de 2012.

## Demografía

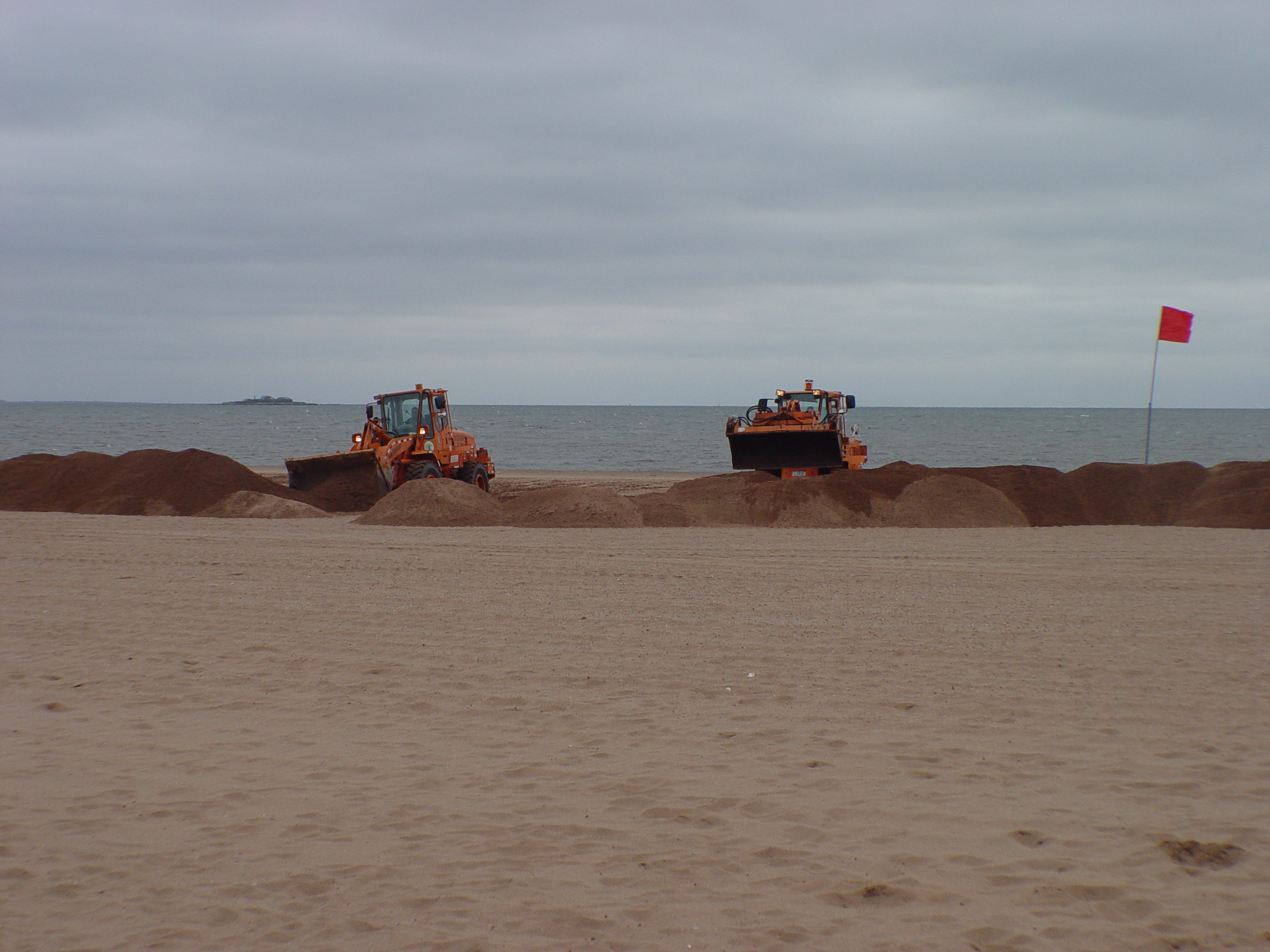
Frente a la playa en South Beach–Franklin Delano Roosevelt Boardwalk

A efectos del censo, el gobierno de la ciudad de Nueva York clasifica a Midland Beach como parte de un área de tabulación de vecindario más grande llamada New Dorp-Midland Beach. Según los datos del censo de los Estados Unidos de 2010, la población de New Dorp-Midland Beach era de 21 896, un cambio de 1 654 (7,6 %) de los 20 242 contados en 2000. Cubriendo un área de 514 ha, el barrio tenía una densidad de población de 4300 hab./km2. La composición racial del vecindario era 78,3 % (17 136) blanca, 1,2 % (261) afroamericana, 0,1 % (28) nativa americana, 5,2 % (1148) asiática, 0 % (2) isleña del Pacífico, 0,1 % (31) de otras razas, y 1% (215) de dos o más razas. Hispanos o latinos de cualquier raza eran el 14% (3,075) de la población.
La totalidad del Distrito Comunitario 2, que comprende Midland Beach y otros vecindarios de Mid-Island, tenía 134 657 habitantes según el Perfil de Salud Comunitario de 2018 de NYC Health, con una esperanza de vida promedio de 81,2 años. : 2, 20 Esto es lo mismo que la expectativa de vida promedio de 81.2 para todos los vecindarios de la ciudad de Nueva York. : 53 (PDF p. 84)  La mayoría de los habitantes son jóvenes y adultos de mediana edad: el 20 % tiene entre 0 y 17 años, el 25 % entre 25 y 44 y el 29 % entre 45 y 64 años. La proporción de residentes en edad universitaria y de edad avanzada fue menor, con un 8 % y un 18 %, respectivamente. : 2 
A partir de 2017, el ingreso familiar promedio en el Distrito Comunitario 2 fue de 81 487 dólares, aunque el ingreso promedio en Midland Beach individualmente fue de 80 412 dólares. En 2018, aproximadamente el 14 % de los residentes de Midland Beach y Mid-Island vivían en la pobreza, en comparación con el 17 % en todo Staten Island y el 20 % en toda la ciudad de Nueva York. Uno de cada dieciséis residentes (6 %) estaba desempleado, en comparación con el 6 % en Staten Island y el 9 % en la ciudad de Nueva York. La carga del alquiler, o el porcentaje de residentes que tienen dificultades para pagar el alquiler, es del 52 % en Midland Beach y Mid-Island, en comparación con las tasas del 49 % y el 51 % en todo el municipio y la ciudad, respectivamente. Según este cálculo, a 2018, Midland Beach y Mid-Island se consideran de ingresos altos en relación con el resto de la ciudad y no se están gentrificando. : 7 

## Cinturón azul
El cinturón azul de Midland Beach (New Creek), parte del cinturón azul más grande de Staten Island, ahora está siendo construido por el Departamento de Protección Ambiental de la ciudad de Nueva York en todo el borde norte del vecindario, donde se encuentran la mayoría de los bungalós. Estos humedales integrales de la cuenca aliviarán gran parte de las inundaciones que se producen en esta zona baja. El terreno estará protegido para uso residencial pasivo y absorberá la escorrentía de aguas pluviales. Los puentes de piedra, las alcantarillas, los viaductos, los muros y las plantaciones de árboles embellecerán el vecindario y eventualmente eliminarán la plaga que ha plagado el extremo norte de Midland Beach desde la década de 1960.

## Policía
Midland Beach y Mid-Island están patrulladas por la comisaría 122 del Departamento de Policía de Nueva York, ubicada en 2320 Hylan Boulevard. La comisaría 122 ocupó el segundo lugar entre las 69 áreas de patrullaje para el crimen per cápita en 2010, solo detrás de la comisaría 123 en la costa sur de Staten Island. A 2018, con una tasa de agresiones no fatales de 40 por cada 100 000 personas, la tasa de crímenes violentos per cápita de Midland Beach y Mid-Island es menor que la de la ciudad en su conjunto. La tasa de encarcelamiento de 253 por cada 100 000 habitantes es inferior a la de la ciudad en su conjunto. : 8 
El Precinto 122 tiene una tasa de delincuencia más baja que en la década de 1990, y los delitos en todas las categorías disminuyeron en un 91 % entre 1990 y 2018. El recinto informó 0 asesinatos, 12 violaciones, 43 robos, 109 agresiones por delitos graves, 89 robos con allanamiento de morada, 315 hurtos mayores y 47 hurtos mayores de automóviles en 2018.

## Bomberos
Midland Beach cuenta con el servicio Engine Co. 165/Ladder Co. 85 del Departamento de Bomberos de la Ciudad de Nueva York (FDNY), ubicado en 3067 Richmond Road. Engine Co. 165 es la única empresa de motores en Staten Island que tiene ropa para manejar materiales peligrosos y también tiene capacitación adicional sobre materiales peligrosos.

## Salud
A 2018, los partos prematuros y los partos de madres adolescentes son menos comunes en Midland Beach y Mid-Island que en otros lugares de la ciudad. En Midland Beach y Mid-Island, hubo 80 nacimientos prematuros por cada 1000 nacidos vivos (en comparación con 87 por 1000 en toda la ciudad) y 6,8 nacimientos de madres adolescentes por cada 1000 nacidos vivos (en comparación con 19,3 por 1000 en toda la ciudad).: 11 Midland Beach y Mid-Island tienen una baja población de residentes sin seguro. En 2018, se estimó que esta población de residentes sin seguro era del 4 %, menos que la tasa de toda la ciudad del 12 %, aunque esto se basó en un tamaño de muestra pequeño.: 14 
La concentración de partículas finas, el tipo de contaminante del aire más mortífero, en Midland Beach y Mid-Island es de 0.0069 miligramos por m3, menos que el promedio de la ciudad. : 9 El catorce por ciento de los residentes de Midland Beach y Mid-Island son fumadores, lo que equivale al promedio de la ciudad de 14% de residentes que son fumadores. : 13 En Midland Beach y Mid-Island, el 24 % de los residentes son obesos, el 9 % son diabéticos y el 26 % tienen presión arterial alta, en comparación con los promedios de toda la ciudad de 24 %, 11 % y 28 %, respectivamente. : 16 Además, el 19 % de los niños son obesos, en comparación con el promedio de la ciudad del 20 %. : 12 
El ochenta y ocho por ciento de los residentes comen algunas frutas y verduras todos los días, lo que equivale aproximadamente al 87 % promedio de la ciudad. En 2018, el 76 % de los residentes describió su salud como "buena", "muy buena" o "excelente", un poco menos que el promedio de la ciudad del 78 %. : 13 Por cada supermercado en Midland Beach y Mid-Island, hay 7 bodegas. : 10 
El hospital principal más cercano es el Hospital Universitario de Staten Island en South Beach.

## Oficina de correos y código postal
Midland Beach se encuentra dentro de los códigos postales 10305 y 10306. La oficina de correos más cercana operada por el Servicio Postal de los Estados Unidos es la oficina de correos de New Dorp Station en 2562 Hylan Boulevard.

## Educación
Midland Beach y Mid-Island generalmente tienen una tasa similar de residentes con educación universitaria que el resto de la ciudad a 2018. Mientras que el 40 % de los residentes mayores de 25 años tiene una educación universitaria o superior, el 11 % tiene menos de una educación secundaria y el 49 % se graduó de la escuela secundaria o tiene alguna educación universitaria. Por el contrario, el 39% de los residentes de Staten Island y el 43% de los residentes de la ciudad tienen educación universitaria o superior. : 6 El porcentaje de estudiantes de Midland Beach y Mid-Island que sobresalen en matemáticas aumentó del 49 % en 2000 al 65 % en 2011, aunque el rendimiento en lectura disminuyó del 55 % al 52 % durante el mismo período.
La tasa de ausentismo de los estudiantes de escuela primaria en Midland Beach y Mid-Island es más baja que en el resto de la ciudad de Nueva York. En Midland Beach y Mid-Island, el 15 % de los estudiantes de escuela primaria faltaron veinte o más días por año escolar, menos que el promedio de la ciudad del 20 %. : 24 (PDF p. 55)  : 6 Además, el 87 % de los estudiantes de secundaria en Midland Beach y Mid-Island se gradúan a tiempo, más que el promedio de la ciudad del 75 %. : 6 

### Escuelas
El Departamento de Educación de la ciudad de Nueva York opera las siguientes escuelas públicas en Midland Beach:
- PS 38 George Cromwell (grados PK-5)[38]
- PS 52 John C Thompson (grados PK-5)[39]

La Arquidiócesis de Nueva York opera las escuelas católicas de Staten Island. La escuela parroquial St. Margaret Mary en Midland Beach cerró en 2011. En su último año tenía 74 estudiantes, lo que le otorgaba una tasa de utilización del 30%.

## Transporte

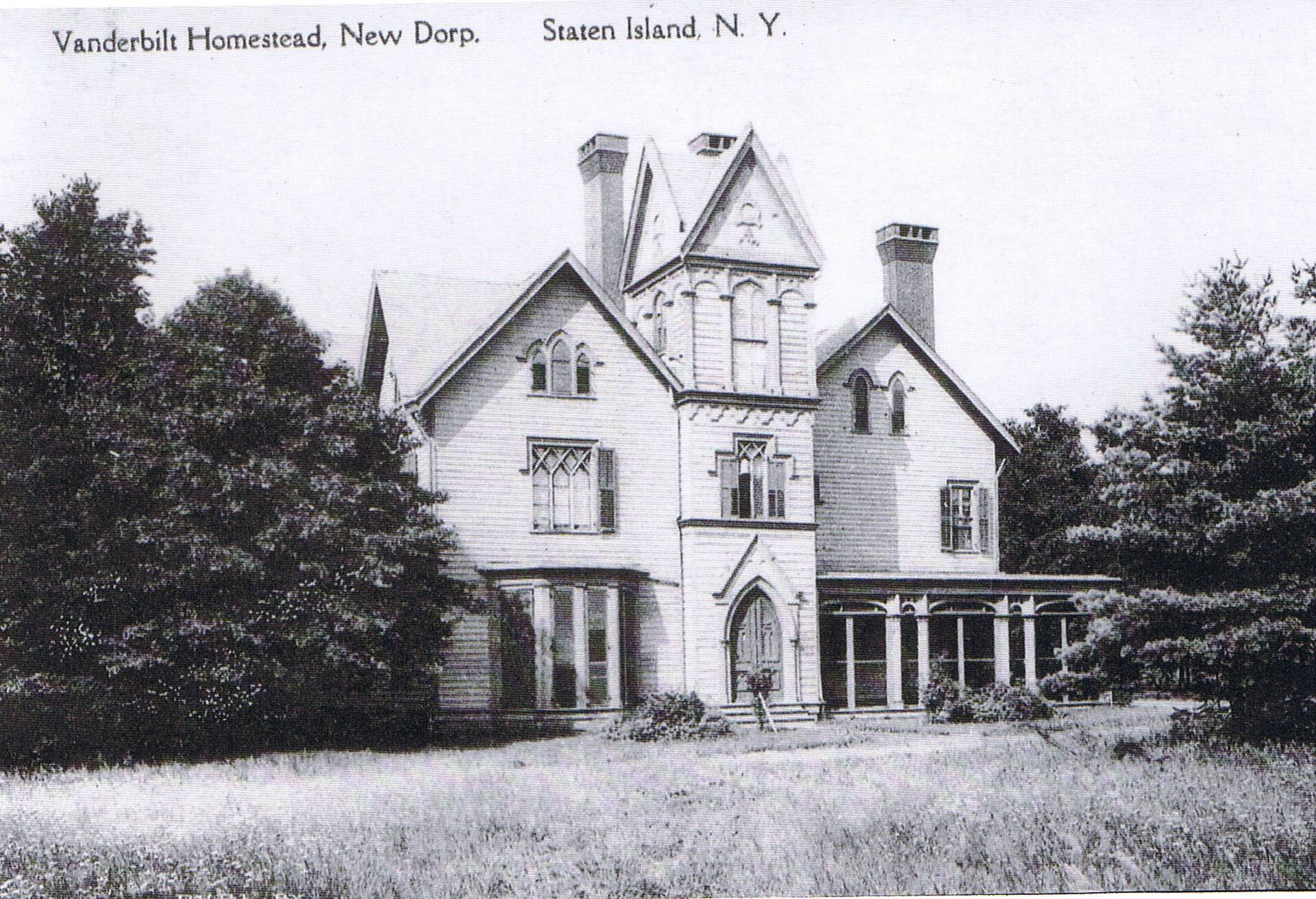
Mansión de William H. Vanderbilt en Woodland Beach, 1915

Midland Beach cuenta con varios autobuses locales y expresos. Los autobuses locales S78 y S79 SBS y los autobuses expresos SIM1, SIM7 and SIM10 paran a lo largo de Hylan Boulevard. Los autobuses locales y limitados S51, S52 y S81 y los autobuses SIM5 y SIM6 viajan a lo largo del bulevar Padre Capodanno.

## Gente notable
Uno de los residentes más famosos de Woodland Beach fue William Henry Vanderbilt, el hijo mayor de Cornelius Vanderbilt. Mantuvo un área rentable 76 ha en 1855 y construyó una mansión de estilo italiano de 24 habitaciones en la propiedad, completa con establos para caballos, campo de trote y tribunas para jueces, que fue supervisada por su hijo George Washington Vanderbilt II. Ahora es Miller Field, parte del Área Recreativa Nacional Gateway.